# Cymbidium elegans
Genre
Synonymes
Cyperorchis elegans (Lindl.) Blume (1849)
Cymbidium elegans est une espèce de plantes à fleurs de la famille des Orchidaceae (les orchidées) trouvée au niveau du sous-continent indien (Népal, Bhoutan, Inde), du sud et du centre de la Chine, en incluant le Tibet, et en Birmanie.
L'espèce a deux variétés:
- Cymbidium elegans var. elegans
- Cymbidium elegans var. lushuiense (Z. J. Liu, S. C. Chen & X. C. Shi) Z. J. Liu & S. C. Chen[2]

## Publication originale
- (en) Lindley J., 1833. The Genera and Species of Orchidaceous Plants 163.